# Митчелл (лунный кратер)
Кратер Митчелл (лат. Mitchell) — крупный ударный кратер в области южного побережья Моря Холода на видимой стороне Луны. Название присвоено в честь американского астронома Марии Митчелл (1818—1889) и утверждено Международным астрономическим союзом в 1935 г. 

## Описание кратера
Кратер Митчелл примыкает к восточной части вала кратера Аристотель, другими ближайшими соседями кратера являются кратер Галле на севере-северо-востоке; кратер Бейли на востоке; кратер Бюрг на юго-востоке и кратер Евдокс на юге-юго-западе. На юго-востоке от кратера Митчелл  расположено Озеро Смерти. Селенографические координаты центра кратера 49°46′ с. ш. 20°10′ в. д. / 49,77° с. ш. 20,17° в. д., диаметр 32,2 км, глубина 1040 м.
Кратер Мензел имеет близкую к циркулярной форму. Вал сглажен, западная часть вала переформирована при образовании кратера Аристотель, юго-восточная часть вала перекрыта небольшим безымянным кратером. Дно чаши пересеченное, покрыто породами выброшенными при образовании кратера Аристотель. Объем кратера составляет приблизительно 600 км³.

## Сателлитные кратеры

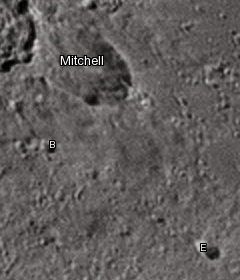
Снимок Девида Кемпбелла.

| Митчелл | Координаты                                            | Диаметр, км |
| ------- | ----------------------------------------------------- | ----------- |
| B       | 48°32′ с. ш. 19°26′ в. д. / 48,53° с. ш. 19,44° в. д. | 5,4         |
| E       | 47°42′ с. ш. 21°44′ в. д. / 47,7° с. ш. 21,73° в. д.  | 7,7         |

## См.также
- Список кратеров на Луне
- Лунный кратер
- Морфологический каталог кратеров Луны
- Планетная номенклатура
- Селенография
- Минералогия Луны
- Геология Луны
- Поздняя тяжёлая бомбардировка